# Crisilla iunoniae
Crisilla iunoniae is een slakkensoort uit de familie van de Rissoidae. De wetenschappelijke naam van de soort is voor het eerst geldig gepubliceerd in 1988 door Palazzi.